# Johann Jacob von Melle

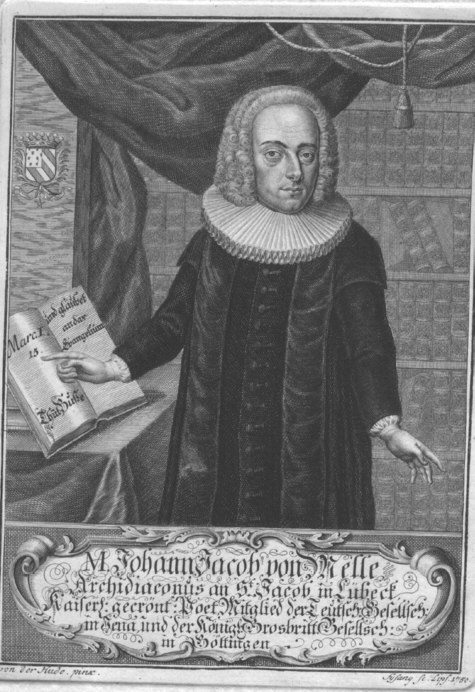
Johann Jacob von Melle, Kupferstich von 1750

Johann Jacob von Melle (* 24. Januar 1721 in Lübeck; † 11. Juni 1752 ebenda) war ein deutscher Theologe und Poeta laureatus.

## Leben und Wirken
Von Melle entstammte einer Familie, die am Ende des Mittelalters aus Westphalen nach Lübeck gekommen war und hier seit mehreren Generationen bedeutende Pastoren hervorgebracht hatte. Sein Großvater war der Hauptpastor, Senior des Geistlichen Ministeriums und Universalgelehrte Jacob von Melle, und sein Vater Samuel Gerhard von Melle war Archidiaconus (2. Pastor) an St. Aegidien.
Nach dem Besuch des Katharineums studierte er Theologie an der Universität Jena und erhielt hier 1744 den Magistergrad. Am 4. Februar 1745 wurde er zum Archidiaconus an St. Jakobi zu Lübeck erwählt und übte dieses Amt bis zu seinem Tod aus.
Seit seinem Studium war er Mitglied der Teutschen Gesellschaft in Jena und ab 1751 eines der ersten Mitglieder der Göttinger Gelehrten Gesellschaft. Einen Ruf auf eine theologische Professur an der Universität Göttingen 1751 als Nachfolger Christian Kortholts lehnte er ab.
Er war seit 1746 verheiratet mit Engel Dorothee, einer Tochter des Travemünder Pastors Johann Hermann Siricius. Von den Kindern des Paares wirkte Johann Hermann (1750–1815) später als Lehrer und Bibliothekar in Lübeck.

## Schriften
- Beyspiele sind die vortrefflichsten Mittel, wodurch Dichter den Menschen zur Tugend feurig machen: Poetische Rede Bey wiederhohlter Feirung des Stiftungstages der Jenaischen Hohen Schule im Jahr 1743. den 9. Februar In Gegenwart einer hochlöblichen Akademie Bey öffentlicher Versammlung der Teutschen Gesellschaft in Jena gehalten. Jena: Schill 1743
- Versuch in den Werken der Beredsamkeit bestehend aus Acht Reden über verschiedene Materien die in der Teutschen Gesellschaft in Jena gehalten worden. 1748
- Ermunterungen zum Glauben und guten Gewissen: in acht Reden über Texte der Heiligen Schrift abgefasset. Lübeck: Böckmann 1750

Digitalisat des Exemplars der Universitäts- und Landesbibliothek Sachsen-Anhalt
- Lübeckisches Ninive, oder Erklärung des Propheten Jonas: zur Erweckung der Buße und zur Beförderung der Gottseligkeit öffentlich vorgetragen. Lübeck: Schmidt 1751